# Padillothorax
Genre
Synonymes
- Bavirecta Kanesharatnam & Benjamin, 2018

Padillothorax est un genre d'araignées aranéomorphes de la famille des Salticidae.

## Distribution
Les espèces de ce genre se rencontrent en Asie du Sud, en Asie du Sud-Est et en Asie de l'Est.

## Liste des espèces
Selon World Spider Catalog (version 21.5, 05/01/2021) :
- Padillothorax badut Maddison, 2020
- Padillothorax casteti (Simon, 1900)
- Padillothorax exilis (Cao & Li, 2016)
- Padillothorax flavopunctus (Kanesharatnam & Benjamin, 2018)
- Padillothorax mulu Maddison, 2020
- Padillothorax semiostrinus Simon, 1901
- Padillothorax taprobanicus Simon, 1902

## Publication originale
- Simon, 1901 : Histoire naturelle des araignées. Paris, vol. 2, p. 381-668 (intégral).